# Резницкий переулок (Одесса)
Резницкий переулок — улица в Одессе. Находится в Приморском районе (недалеко от рынка «Привоз»), от Пантелеймоновской улицы до улицы Малая Арнаутская, пересекает Старорезничную улицу.

## История
Близость к рынку предопределила торгово-вспомогательный характер улицы.
Название переулок получил по так называемым «резницам» (где забивался исключительно мелкий скот и птица)

До 2016 года — Колхозный переулок.

## Достопримечательности
Церковь во имя Покрова Пресвятыя Богородицы